# فرط أسمولية البول
فرط أسمولية البول هي حالة ارتفاع الأسمولالية في البول. ويمكن أن تترافق مع داء السكري، ويتم تحديدها في البول عندما تكون الكثافة النوعية للبول أكثر من (1.010).